# ماريا إنثيسو
ماريا دولوريس بيريث إنثيسو (المرية، إسبانيا، 31 مارس 1908 - مكسيكو سيتي، المكسيك، 1949) كانت كاتبة، صحفية، وناشطة شيوعية إسبانية.

## مسيرتها الحياتية

### الأصول العائلية
هناك بعض الفجوات في معرفة تفاصيل طفولتها ومراهقتها، مما يجعل بعض الجوانب من حياتها غير واضحة (ماريا إنثيسو، كاتبة منفية من المرية. دراسة وأنطولوجيا، منشورات مقاطعة المرية، 1987).
في 7 ديسمبر 1903، تم زواج فرانسيسكو بيريث كاسترو ودولوريس إنثيسو أمات في كنيسة ساغراريو. كان فرانسيسكو يعيش في شارع بايلي (المعروف الآن بشارع أريستوتيليس)، ويعمل ميكانيكيًا بحريًا لدى رجل الأعمال خوان مارش، في حين كانت دولوريس تنتمي إلى الطبقة البرجوازية في المرية، حيث برز شقيقها خوسيه غابرييل كصيدلي، وقائد في حزب اليسار الجمهوري، وحاكم مدني للمرية.
استقر الزوجان في شارع سان إلديفونسو، حيث وُلدت ابنتهما ماريا دولوريس في 31 مارس 1908. وبعدها، وُلد شقيقها فرانسيسكو، الذي توفي عام 1914 بسبب حمى التيفوئيد، ثم شقيقها غييرمو، الذي يُعتقد أنه وُلد في برشلونة، حيث انتقلت العائلة لفترة وجيزة بسبب عمل والدهم. بعد سنوات، التقى غييرمو بشقيقته ماريا في أمريكا اللاتينية، حيث حصل على منصب أستاذ للفلسفة في جامعة كاراكاس.

### برشلونة واكتساب الوعي السياسي
بعد إقامتها في المرية، التحقت ماريا، بعد دراستها في مدرسة حكومية، في سبتمبر 1923 بمدرسة المعلمات، التي كانت تقع في نفس شارعها. في ذلك الوقت، كان والدها مريضًا، وتوفي عام 1924 بسبب الالتهاب الرئوي. لم تتمكن من حضور جنازته لأنها كانت تعيش في برشلونة، حيث نقلت تسجيلها في مدرسة المعلمات هناك، بموافقة عمها الصيدلي، خلال الفترة (1923-1927).
لا يوجد دليل على أنها التحقت بالجامعة، لكنها كانت نشطة في الأوساط الثقافية في برشلونة، وخاصة سكن الطلاب ريوس روزاس، في حي سانت جيرفاسي، حيث عمّقت معرفتها الفكرية وحضرت محاضرات العديد من الشخصيات الأدبية، ومن بينهم الشاعرة التشيلية غابرييلا ميسترال.
في عام 1932، تزوجت من رجل الأعمال فرانسيسكو ديل أولمو، لكن الزواج انتهى بالفشل بعد ولادة ابنتهما الوحيدة، روزا، عام 1937. في كاتالونيا، انضمت ماريا إلى الاتحاد العام للعمال (UGT) والحزب الاشتراكي الموحد لكاتالونيا (PSUC).
هناك تكهنات بأنها استخدمت الاسم المستعار روساريو ديل أولمو، وهو الاسم الحقيقي لابنتها، عندما كانت مسؤولة عن المكتب الصحفي للشؤون الخارجية للحزب الشيوعي. ومع ذلك، فإن هذا الاسم يعود في الحقيقة إلى صحفية وناشطة شيوعية أخرى تُدعى روساريو ديل أولمو.
أثناء الحرب كانت زعيمة لاتحاد دونيس في كتالونيا ورئيسة تحرير مجلة كومبانيا.

### المنفى والوفاة
عند سقوط برشلونة بيد القوات الفرانكوية، فرت ماريا مع آلاف الإسبان إلى الحدود الفرنسية عبر سيربير في يناير 1939. كانت مكلفة بمهمة رسمية كمنسقة لعمليات الإجلاء في بلجيكا، حيث عملت تحت رعاية الدبلوماسية في أمريكا الجنوبية. بالتعاون مع النائبة البلجيكية إيزابيل بلوم، ساعدت في إنقاذ الأطفال الإسبان من معسكرات الاعتقال مثل سان سيبريان، كليرمون فيران، وأرجيليه سور مير، وتأمين تبنيهم في أسر ميسورة في بروكسل وأنتويرب.
بعد التنقل عبر فرنسا وإنجلترا، وصلت ماريا إلى كولومبيا، ثم عاشت في كوبا، قبل أن تستقر نهائيًا في المكسيك. هناك، كتبت في الملحق الثقافي لصحيفة El Nacional، وساهمت في مجلات مثل Las Españas وPaquita del Jueves، كما عملت معلمة.
انضمت ماريا إلى اتحاد النساء الإسبانيات، وهي منظمة تهدف إلى توحيد النساء الجمهوريات في المنفى، وشاركت في تحرير مجلتها.
في هافانا، نُشر كتابها من بحر إلى بحر (De mar a mar) من قبل دار الطباعة التي أسسها مانويل ألتولاجيري وكونشا مينديث.
توفيت ماريا إثر خضوعها لجراحة إزالة الزائدة الدودية.

## أعمالها المنشورة
ثلاثون مشهداً من الحرب (1941)
ذكرى الرعب ببضع كلمات (1942)
إيزابيل بلوم (1942)
كريستال الساعات (1942)
جذور في الرياح (1947)